# Schipperke
Het Schipperke is internationaal de naam van een van oorsprong Belgisch hondenras. Het behoort tot de familie van herdershonden en is daarvan de kleinste. De rasvereniging in België, de 'Koninklijke Schipperkes Club', werd in 1888 opgericht en is daarmee de oudste kynologische vereniging van het land.

## Uiterlijk
De schofthoogte van het schipperke bedraagt tot 32 centimeter, afhankelijk van het gewicht (circa 5,5 kilogram). De hond heeft een harde vacht met een dichte ondervacht. Rond de nek en de achterpoten is de vacht langer. De kleur van de vacht is meestal zwart zonder bijzondere aftekeningen. In sommige landen worden in de rasstandaarden ook andere kleuren toegestaan. De kleur van de ogen is donkerbruin. Hij heeft hoog ingeplante, driehoekige, staande oren. De staart heeft meestal veel weg van die van een eekhoorn, naar voren teruggekruld en rustend op de rug. Sinds 2006 is het verboden de staart te couperen.

## Gebruik
De naam "schipperke" is afgeleid van scheperke, dat "herder" betekent. Omdat dit ras voornamelijk op binnenvaartschepen voorkwam, waar het werd gebruikt om knaagdieren zoals ratten en muizen te vangen, werd het meestal 'schipperke' genoemd. Een schipperke kan worden ingezet bij het hoeden van schapen en ander (klein) vee, bij de jacht op kleine dieren of als waak- en familiehond.